# Amphichaetodon melbae
Amphichaetodon melbae är en fiskart som beskrevs av Burgess och Caldwell, 1978. Amphichaetodon melbae ingår i släktet Amphichaetodon och familjen Chaetodontidae. IUCN kategoriserar arten globalt som otillräckligt studerad. Inga underarter finns listade i Catalogue of Life.